# Antoinette-Victorie Couperin
Antoinette-Victoire Couperin (París, vers 1760 - 1812) fou organista, cantant i arpista.
Va ser membre de la (nissaga de músics) Couperin. El seu pare era Armand-Louis Couperin i els seus germans Gervais-François i Pierre-Louis.
No hi ha obres d'Antoinette-Victoire Couperin. Podria haver tingut com alumne a Henri-Joseph Taskin.